# Eriogonum contiguum
Eriogonum contiguum är en slideväxtart som först beskrevs av James Lauritz Reveal, och fick sitt nu gällande namn av James Lauritz Reveal. Eriogonum contiguum ingår i släktet Eriogonum och familjen slideväxter. Inga underarter finns listade i Catalogue of Life.